# ورمپلینگهام
ورمپلینگهام (به انگلیسی: Wramplingham) یک روستا و محله مدنی در بریتانیا است که در نورفک جنوبی واقع شده‌است. ورمپلینگهام ۳٫۴۷ کیلومتر مربع مساحت و ۱۱۵ نفر جمعیت دارد.